# シュトレン

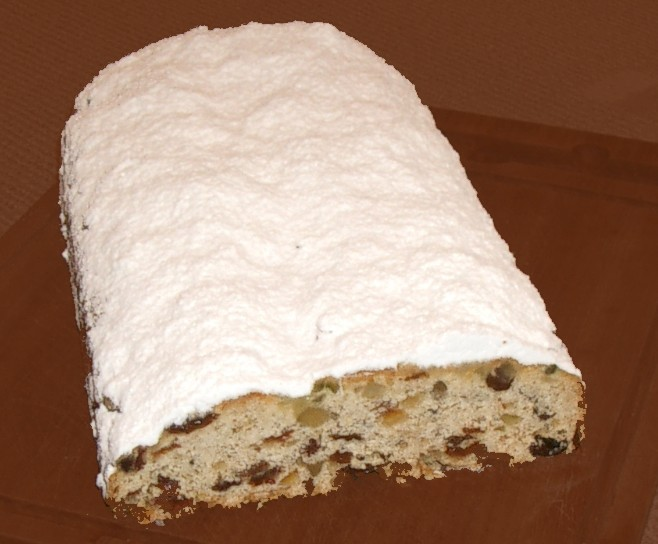
ドイツのシュトレン

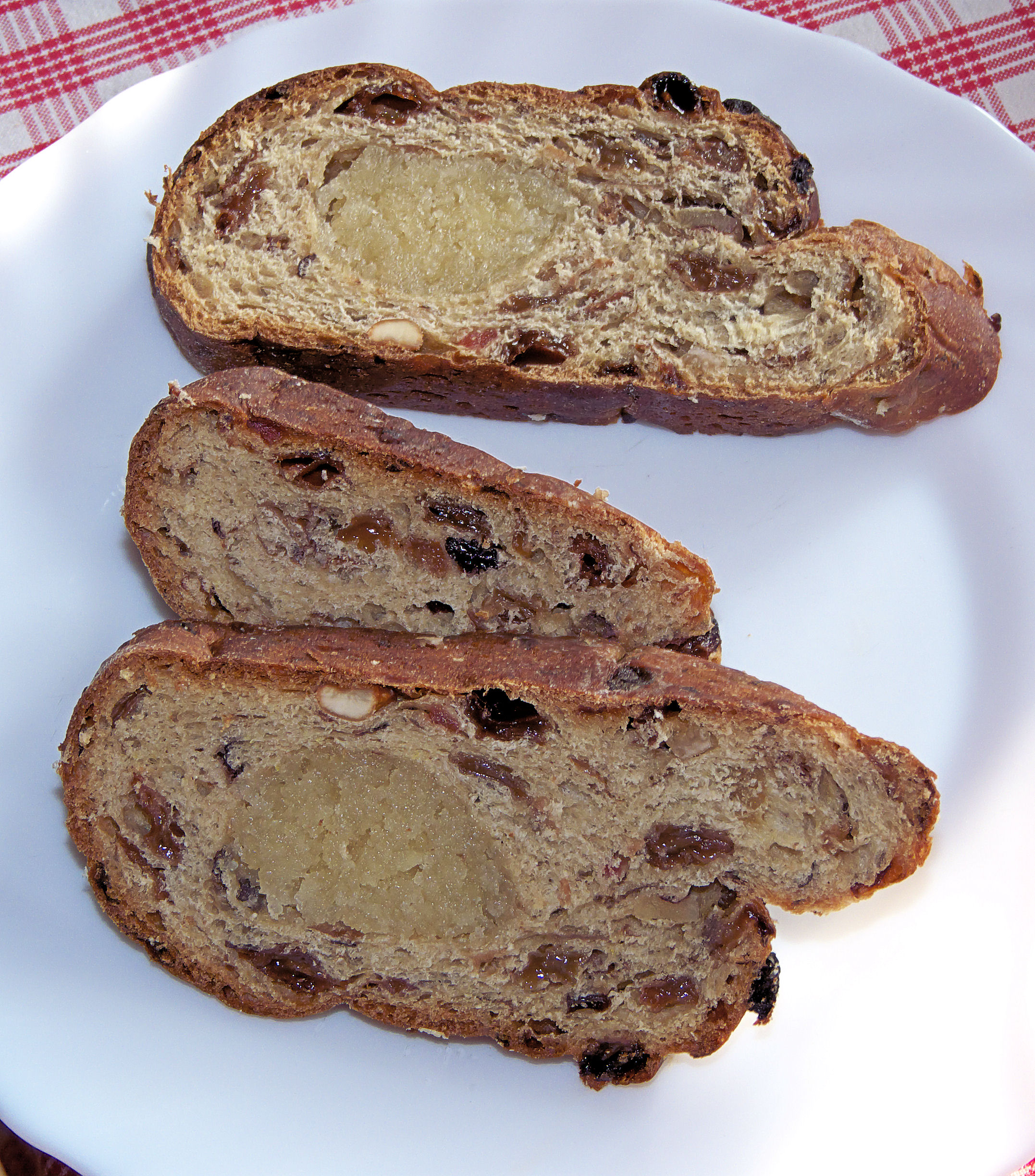
スライスしたオランダのシュトレン、生地の中央にマルジパンの塊が見える

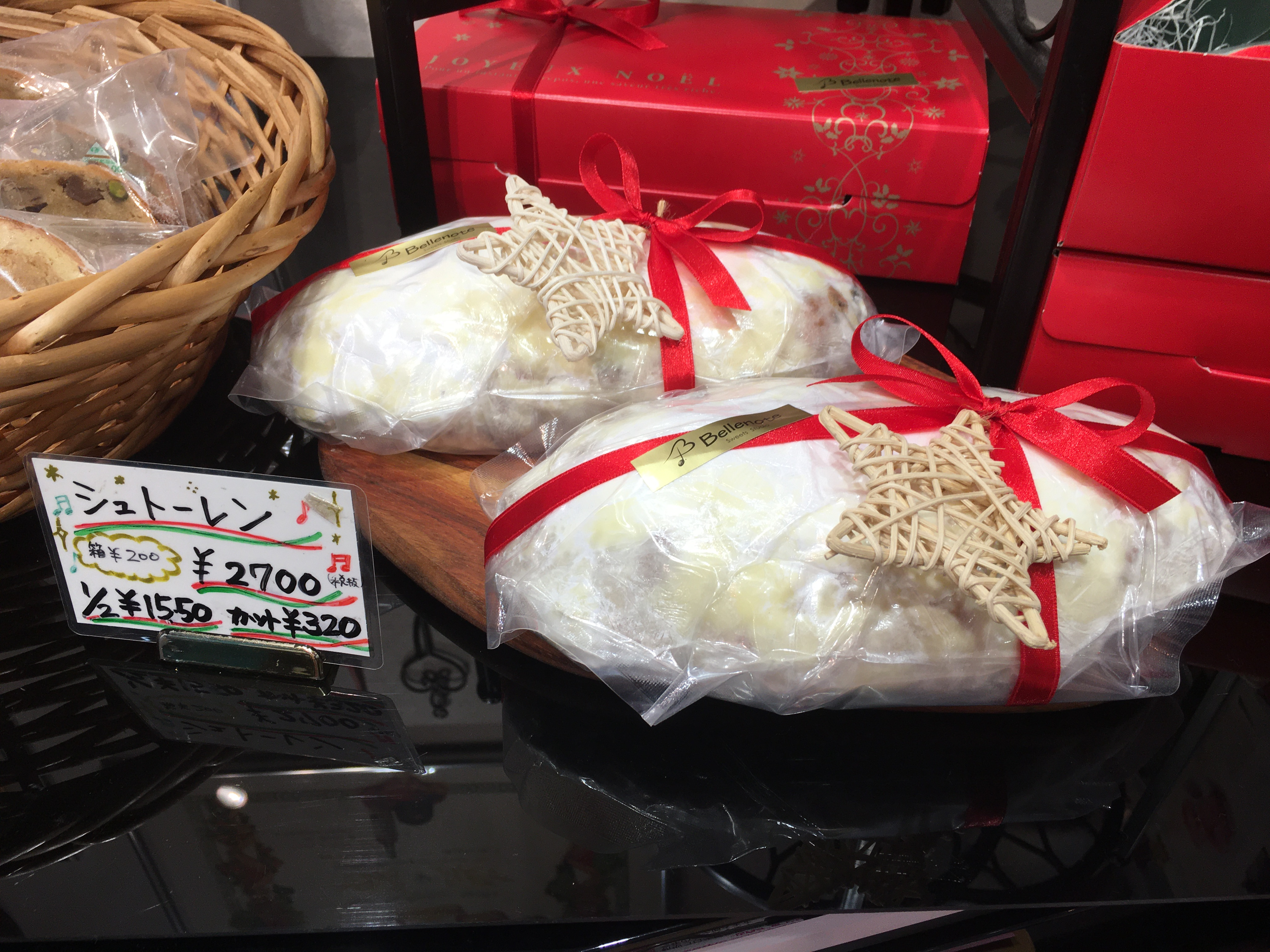
シュトレン、日本にて

- シュトレン
- シュトーレン

シュトレン（独: Stollen [ˈʃtɔlən]）は、ドイツの菓子パン。日本ではドイツ語の発音とは微妙に異なる「シュトーレン」という名称で知られている。オランダ語ではストル（蘭: stol [ˈstɔl]）、デンマーク語ではクルーベン (デンマーク語: Kløben) とされる。ドイツとオランダでは伝統的にクリスマスに食べる食品で、その時期に売られるものはクリストシュトレン（キリストシュトレン）（独: Christstollen [ˈkʁɪstˌʃtɔlən]、ヴァイナハツシュトレン（クリスマスシュトレン） Weihnachtsstollen [ˈvaɪ̯.naxtˌʃtɔlən]、ケルストル 蘭: kerststol [ˈkɛrstɔl]）と言う。

## 概要
一般にシュトレン発祥の地はザクセン州のドレスデンとされているが、シュトレンの原点となる最古の記録は1329年のナウムブルク（Naumburg）の司教に贈呈したクリスマスの贈り物であるとされている。ドレスデンでシュトレンの名前の使用はナウムブルクの記録から150年後だった。
シュトレンという名前はドイツ語で「坑道」を意味し、トンネル型の形状から名称された。酵母の入った生地にレーズンとレモンピール、オレンジピールやナッツが練りこまれており、焼き上げたケーキの上には真っ白くなるまで粉砂糖がまぶされている。
ドイツでは、クリスマスを待つ4週間のアドヴェント（待降節）の期間に少しずつスライスして食べる習慣がある。フルーツの風味が時間の経過とともにパンへ移る。フランス東部のアルザス地方でも食べられ、地方の代表的な菓子とされている。
ドレスデンでは、クリスマス時期の第2アドヴェント前の土曜日に巨大なシュトレンがパレードするシュトレン祭が開催されている。
日本ではじめて製造・販売したのは1969年の福岡の千鳥饅頭総本舗であり、販売開始当初より毎年、ハンブルクで修業した際に受け継いだ伝統的な製法によって2か月以上かけて作られている。
神戸でも親しまれているパン文化を兵庫県内に広げようと、2018年には神戸市を中心とするパン店が「HYOGOシュトレンの会」を結成し、12月2日から24日に販売された。なお、ドイツの基準にならい、小麦粉に対してバターは30%以上、ドライフルーツは60%以上を使用し、マーガリンは使用しないとした。

## ドイツで作られる主なバリエーション
- マンデルシュトレン（Mandelstollen） - アーモンドパウダーなどを生地100に対して20以上練りこんだもの
- マルジパン / ペルシパンシュトレン（Marzipanstollen / Persipanstollen） - マジパン、またはペルシパンを生地100に対して5以上練りこんだもの
- モーンシュトレン（Mohnstollen） - ケシの実のペーストを生地100に対して20以上練りこんだもの
- ヌースシュトレン（Nussstollen） - 各種ナッツを生地100に対して20以上練りこんだもの
- ブターシュトレン（Butterstollen） - 生地100に対して40以上のバター類、70以上のレーズンやオレンジピール・レモンピール・ドライフルーツ（果実類70のうち10まではアーモンドなどナッツ類で置き換えても可）を練りこんだもの
- クワルクシュトレン（Quarkstollen） - 生地100に対して40以上のクワルク・フレッシュチーズなどのチーズ製品、20以上の油脂類を練りこんだもの
- ドレスデン式シュトレン（Dresdener Christstollen） - ブターシュトレンの一種、2010年にEUから地理的表示の認証を受けた。保護組合に加盟するドレスデンとその近郊の製造者が一定の製造基準を満たした場合に限り、ドレスデン式シュトレンの名称を使うことができる。